# Antíoco IX de Cízico
Antíoco IX Cízico foi um Rei Selêucida do Império Selêucida que governou durante 115-95 a.C,[carece de fontes?] filho de Antíoco VII e Cleópatra Teia.

## Antecedentes
Em 125 a.C.,[carece de fontes?] após a morte de Demétrio II Nicátor, derrotado por Alexandre Zabinas, a rainha Cleópatra Teia indicou seu filho com Demétrio, Antíoco VIII Gripo, para rei. Antioco VIII casou-se com Trifena, filha de Ptolemeu VIII Evérgeta II, e derrotou Alexandre, tornando-se rei. Após um período de governo, Cleópatra Teia tentou matar Antíoco VIII por veneno; antes, ela já havia assassinado Seleuco V Filómetor, irmão mais velho de Antíoco VIII. Antíoco VIII fez a mãe beber o próprio veneno, e se tornou o único governante do Império Selêucida.
Mas, de outro casamento, com Antíoco VII, Cleópatra Teia tinha um outro filho: Antíoco IX Cízico, que passou sua juventude em Cízico, por isso recebeu a alcunha Cízico. Antíoco VII, o pai de Antíoco IX Cízico, era irmão de Demétrio II Nicátor. Em 115 a.C.,[carece de fontes?] Cízico obtém um exército quando se casa com Cleópatra IV, que tinha se divorciado de seu irmão e marido Ptolomeu IX Sóter. Ele se revolta contra o seu meio-irmão, Antíoco VIII, o rei legítimo.  Antíoco IX torna-se rei da Síria.

## Participação em guerras e alianças
- Antíoco IX Cízico se casa com Cleópatra IV, filha de Ptolemeu VIII Evérgeta e Cleópatra III.[5]
- Antíoco IX apreende Antioquia; Antíoco VIII mantém Cilícia
- Antíoco VIII derrota Antíoco IX em batlha, este se refugia em Antioquia, mas as forças de Antíoco VIII capturam a cidade; Cleópatra IV é assassina pela irmã Trifena.[5]
- Antioquia está nas mãos de Antíoco VIII novamente

Os dois governantes selêucidas encontram aliados no Egito:
- Antíoco VIII Gripo é apoiado por Ptolemeu X Alexandre
- Antíoco IX Cízico é suportado por Ptolomeu IX Sóter.
- Antíoco IX reconquista Antioquia [carece de fontes?] e mata Trifena, esposa de Antíoco VIII.[5]
- Antíoco VIII reconquista Antioquia.
- Antíoco IX e Ptolomeu IX Sóter apoiam os Samaritanos contra o Rei Hasmoneu João Hircano da Judeia.

Roma intervém para os judeus contra os Samaritanos e Antíoco IX.

## Morte
Antíoco VIII casa-se com Cleópatra Selene I  (filha de Ptolemeu VIII Evérgeta II Fiscão e Cleópatra III ).
Após a morte de Antíoco VIII, sua esposa Cleópatra Selene I casa com Antíoco IX. No entanto, o filho de Antíoco VIII, Seleuco VI Epifânio Nicátor, continua no lugar de seu pai. Demétrio III Eucero e Filipe I Filopátor, irmãos de Seleuco VI, apoiados por Ptolomeu IX Sóter, tomam Damasco.
Seleuco VI Epifânio Nicátor, filho de Antíoco VIII, derrota seu tio Antíoco IX e toma o trono, mas ele era violento e tirânico, e foi queimado até a morte no ginásio de Mopso, cidade da Cilícia.
Seu sucessor é Antíoco X Eusébio, filho de Antíoco IX.